# Christoph Janetzko
Christoph Janetzko (* 7. Mai 1951 in Kattowitz, Polen) ist ein international tätiger deutscher Filmregisseur, Kameramann, Filmeditor und Filmdozent. Er gilt als einer der wichtigeren Vertreter des deutschen Experimentalfilms der nach-ikonischen Ära, der als einer der ersten deutschen experimentellen Filmemacher die digitalen Möglichkeiten geschätzt und konsequent genutzt hat (Sisom, Arnos Tonlabor).

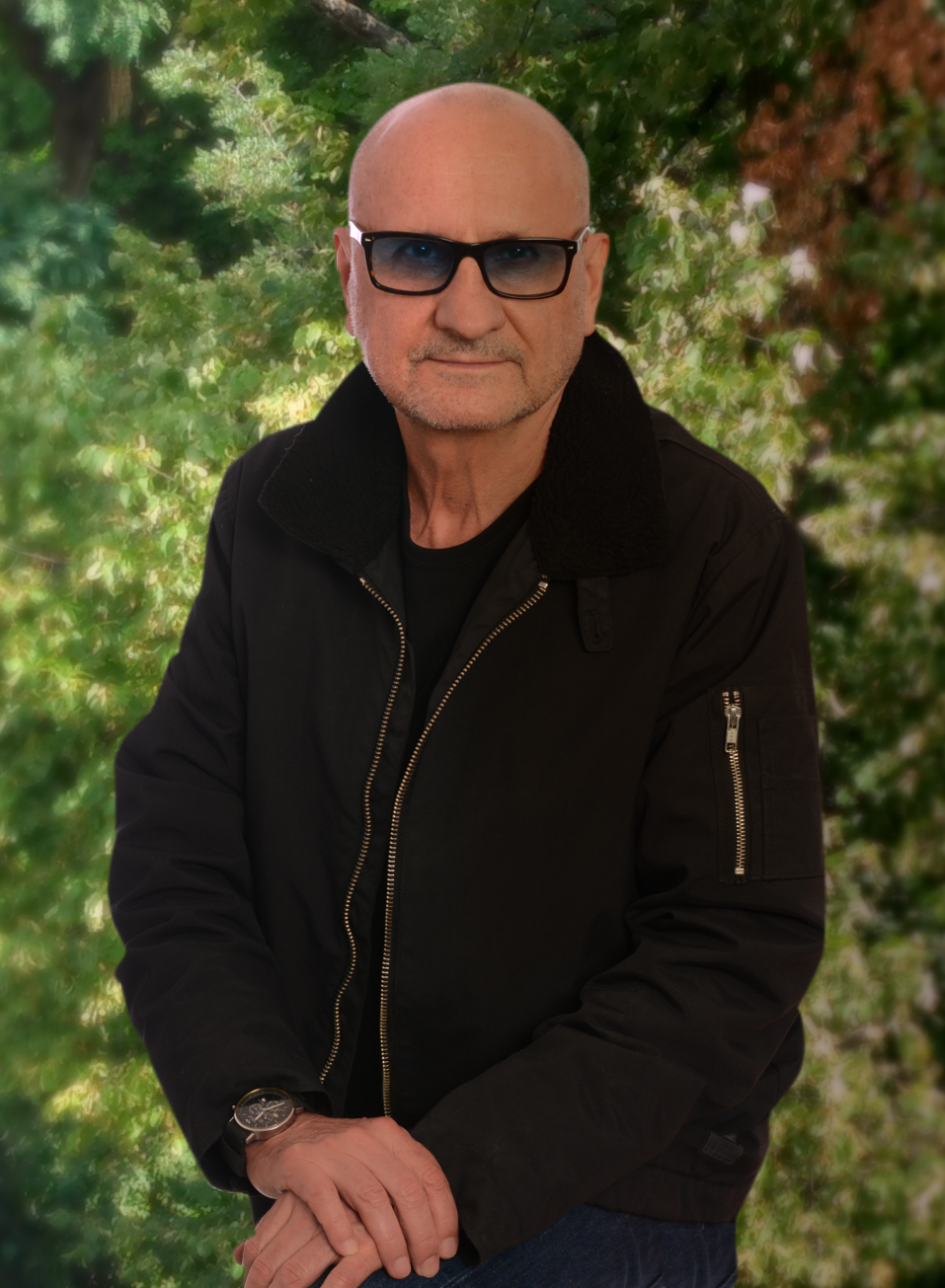
German Experimental Filmmaker Christoph Janetzko

## Leben
Nach der Übersiedlung seiner Familie 1962 in die Bundesrepublik Deutschland studierte Janetzko an der Hochschule für Bildende Künste Braunschweig, von 1976 bis 1978 zunächst Malerei und Grafik und von 1978 bis 1982 dann Film. Sein Abschluss war als Meisterschüler bei Gerhard Büttenbender. Von 1985 bis 1986 folgte ein Postgraduierten-Stipendium des DAAD am Graduate Department for Film and TV der New York University.
Seine (experimentellen) Kurzfilme liefen auf zahlreichen in- und ausländischen Festivals, darunter Kurzfilmtage Oberhausen, Festival International de Jeune Cinema in Hyères, Berlinale, New York Film Festival, San Francisco International Filmfestival, Yamagata International Documentary-Filmfestival (Japan), L'Etrange Festival de Paris, Festival du Court-Métrage de Clermont-Ferrand (Frankreich), ShortVision International Short Film Festival Ningbo China und Great Lakes Film Festival (Erie/USA)
Für seine Arbeiten erhielt Janetzko zahlreiche Ehrungen und Preise – von Künstlerstipendien des Landes Niedersachsen über das Prädikat Besonders Wertvoll (für Change) und den Preis der Deutschen Filmkritik (für S1) bis zu Preisen auf den Festivals von Oberhausen, Hyères (Frankreich), Jersey City, Pittsburgh (beide USA).  
Als Regisseur-Kameramann hat er seine Fähigkeiten in der Werbung im In- und Ausland eingebracht.  Für den ZDF-Spielfilm "Bayani" (Regie: Raymond Red, Philippinen 1991) zeichnet Janetzko als Produzent verantwortlich. Als Kameramann hat er im Spielfilm (One Night Husband Regie: Pimpaka Towira, Thailand 2003) gearbeitet, weitaus häufiger jedoch in Musik-Dokumentationen, besonders in Zusammenarbeit mit Ulrich Stein (etwa zu Herbert Grönemeyer, dabei auch Schnitt). 
Fast durchgängig seit 1982 hält Janetzko Lehraufträge für Kurzfilm, Kamera, Licht und Post-Produktion an der Hochschule für Bildende Künste Braunschweig und Hamburg Media School, zeitweise auch an der Hochschule der Künste Berlin oder Bauhaus-Universität Weimar. Für das Goethe-Institut unterrichtete er Seminare und Workshops, schwerpunktmäßig in Nord- und Südamerika sowie Ostasien.
Janetzko lebt und arbeitet in Berlin.

### Filme
- 1979     	Fenster                                   	15 min
- 1981     	Change                                      	30 min
- 1984    	SN                                              	15 min
- 1985 		S1                                               	15 min
- 1986       M                                       20 min
- 1987     	On Ludlow in blau                     	13 min
- 1994     	Vom Fluss – River Colors     		60 min
- 1995		Sisom					30 min
- 2004     	AXE                                            	10 min
- 2010      	Arnos Tonlabor                          	  8 min
- 2014      	Poetry and Reggae in São Luis 	76 min
- 2021       The Mechanics  23 min
- 2023       Wald (The Forest) 15 min